# Reagan Noble
Peter Reagan Noble (Johannesburg, 22 luglio 1983) è un ex calciatore sudafricano, di ruolo centrocampista.

## Caratteristiche tecniche
Giocava come mediano.

## Carriera

### Club
Ha cominciato a giocare nel Wits University. Nel 2005 è passato al M. Sundowns. Nel gennaio 2007 si è trasferito al Bloemfontein Celtic. Nell'estate 2007 è stato acquistato dall'Ikapa Sporting. Nel 2008 è passato all'AmaZulu.

### Nazionale
Ha debuttato in Nazionale il 27 febbraio 2005, in Mauritius-Sudafrica (0-1). Ha partecipato, con la Nazionale, alla CONCACAF Gold Cup 2005. Ha collezionato in totale, con la maglia della Nazionale, 5 presenze.